# Parasemia uralensis
Parasemia uralensis là một loài bướm đêm thuộc phân họ Arctiinae, họ Erebidae.